# Carrick Rangers F.C.
Carrick Rangers Football Club – północnoirlandzki klub piłkarski z siedzibą w mieście Carrickfergus leżącym w hrabstwie Antrim.

## Osiągnięcia
- Puchar Irlandii Północnej (Irish Cup): 1975/76
- Tarcza hrabstwa Antrim (County Antrim Shield): 1992/93

## Historia
Carrick Rangers założony został w 1939 roku. Największym sukcesem klubu jest zdobycie Pucharu Irlandii Północnej w 1976 roku, gdy jako drugoligowy zespół klub dotarł do finału i sprawił wielką sensację, pokonując Linfield Belfast.
Niespodziewany sukces pozwolił na występ w Pucharze Zdobywców Pucharów w sezonie 1976/77. W pierwszej rundzie przeciwnikiem był finalista Pucharu Luksemburga, klub Aris Bonnevoie. Carrick Rangers wygrał u siebie 3:1 i pomimo wyjazdowej porażki 1:2 awansował do kolejnej rundy. Kolejnym przeciwnikiem był zdobywca Pucharu Anglii, klub Southampton. Drużyna północnoirlandzka, choć nie miała wielkich szans, walczyła ambitnie przegrywając dwukrotnie - 2:5 u siebie oraz 1:4 na wyjeździe.
W pierwszej lidze Carrick Rangers zadebiutował w sezonie 1983/84, zajmując ostatnie miejsce. Po sezonie 1994/95 pierwsza liga została podzielona, a Carrick Rangers znalazł się w nowej drugiej lidze. Po rozgrywkach w sezonie 2010/2011 klub awansował do IFA Premiership, najwyższego poziomu rozgrywkowego w Ulsterze.

## Europejskie puchary
Legenda do wszystkich tabel:
- Q – runda eliminacyjna, 1/16, 1/8, 1/4, 1/2 – odpowiednia faza rozgrywek, Grupa – runda grupowa, 1r gr – pierwsza runda grupowa, 2r gr – druga runda grupowa, F – finał, R – runda, PO – play-off
- k. – rzuty karne, los. – losowanie, Dogr. – dogrywka, w. – zasada bramek strzelonych na wyjeździe

| Sezon   | Rozgrywki                 | Runda | Przeciwnik     | Dom | Wyjazd | Ogólnie |
| ------- | ------------------------- | ----- | -------------- | --- | ------ | ------- |
| 1976/77 | Puchar Zdobywców Pucharów | 1R    | Aris Bonnevoie | 3–1 | 1–2    | 4–3     |
| 1976/77 | Puchar Zdobywców Pucharów | 1/8   | Southampton    | 2–5 | 1–4    | 3–9     |